# 马泰奥·艾卡尔迪
马泰奥·艾卡尔迪（義大利語：Matteo Aicardi，1986年4月19日—），意大利男子水球运动员。他曾代表意大利国家队参加2012年、2016年和2020年夏季奥林匹克运动会水球比赛，获得一枚银牌和一枚铜牌。